# Płetwal
Płetwal (Balaenoptera) – rodzaj ssaków z rodziny płetwalowatych (Balaenopteridae).

## Rozmieszczenie geograficzne
Rodzaj obejmuje gatunki występujące w oceanach całego świata.

## Morfologia
Długość ciała 650–3260 cm; masa ciała 2000–150000 kg; samice są nieco większe i cięższe od samców.

## Systematyka
Rodzaj zdefiniował w 1804 roku francuski przyrodnik Bernard Germain de Lacépède w publikacji swojego autorstwa dotyczącej historii naturalnej walenii. Lacépède wymienił cztery gatumki – Balaenoptera acuto-rostrata Lacépède, 1804, Balaenoptera gibbar Lacépède, 1804 (= Balaena physalus Linnaeus, 1758), Balaenoptera rorqual Lacépède, 1804 (= Balaena physalus Linnaeus, 1758) i Balaenoptera jubartes Lacépède, 1804, 120 (= Balaena musculus Linnaeus, 1758) – z których gatunkiem typowym jest (późniejsze oznaczenie) Balaena rostrata Fabricius, 1780 (= Balaenoptera acutorostrata Lacépède, 1804) (płetwal karłowaty).

### Etymologia
- Balaenoptera (Balenoptera, Balenopterus-): rodzaj Balaena Linnaeus, 1758 (wal); gr. πτερον pteron ‘płetwa’[31].
- Catoptera (Cetoptera): gr. κητος kētos ‘wieloryb, potwór morski’; πτερον pteron ‘płetwa’[32].
- Physalus (Physalis): gr. φύσαλος physalos ‘wieloryb’[33]. Gatunek typowy (oznaczenie monotypowe): Balaena physalus Linnaeus, 1758.
- Boops: gr. βους bous, βοος boos ‘byk, wół’; ωψ ōps, ωπος ōpos ‘wygląd, oblicze’[34]. Gatunek typowy (oznaczenie monotypowe): Balaena boops Linnaeus, 1758 (= Balaena physalus Linnaeus, 1758).
- Rorqual, Rorqualus i Rorqualis: fr. rorqual ‘wieloryb’, prawdopodobnie od szw. rörhval ‘okrągłogłowy kaszalot’, od rör ‘trzcina’; hval ‘wieloryb’[35]. Gatunek typowy: Balaena boops Linnaeus, 1758 (= Balaena physalus Linnaeus, 1758) (Rorqual) i Balaena musculus Linnaeus, 1758 (Rorqualus i Rorqualis).
- Ptychocetus: gr. πτυξ ptux, πτυχος ptukhos ‘fałda, warstwa’, od πτυσσω ptussō ‘sfałdować’; κητoς kētos ‘wieloryb, potwór morski’[36].
- Mysticetus: gr. μυστικος mustikos ‘sekretny, mistyczny’, od μυεω mueō ‘wtajemniczyć w tajemnice’, od μυω muō ‘zamknąć oczy’; κητος kētos ‘wieloryb’[37]. Gatunek typowy: Wagler wymienił trzy gatunki – Balaena rostrata Fabricius, 1780 (= Balaenoptera acuto-rostrata de Lacépède, 1804), Balaena Boops Linnaeus, 1758 (= Balaena physalus Linnaeus, 1758) i Balaenoptera australis[i] Lesson, 1828 – nie wskazując gatunku typowego; typ nomenklatoryczny (późniejsze oznaczenie) Balaena boops Linnaeus, 1758 (= Balaena physalus Linnaeus, 1758).
- Pterobalaena: gr. πτερον pteron ‘płetwa’; rodzaj Balaena Linnaeus, 1758 (wal)[38]. Gatunek typowy (oznaczenie monotypowe): Balaena physalus Linnaeus, 1758.
- Ogmobalaena: gr. ογμος ogmos ‘bruzda, rowek’; rodzaj Balaena Linnaeus, 1758 (wal)[39]. Gatunek typowy (oznaczenie monotypowe): Balaena physalus Linnaeus, 1758.
- Benedenia: Pierre Joseph van Beneden (1809–1894), belgijski zoolog i paleontolog[40]. Gatunek typowy: Benedenia knoxii J.E. Gray, 1864 (= Balaena physalus Linnaeus, 1758).
- Sibbaldius: Robert Sibbald (1641–1722), szkocki lekarz i antykwariusz, autor „Balamologia Nova”, publikacji na temat wielorybów Szkocji[41]. Gatunek typowy (oznaczenie monotypowe): Sibbaldus borealis J.E. Gray, 1864[j] (= Balaena musculus Linnaeus, 1758).
- Cuvierius: Georges Cuvier (1769–1832), francuski zoolog i paleontolog[42]. Gatunek typowy (oznaczenie monotypowe): Physalus latirostris Flower, 1865 (= Balaena musculus Linnaeus, 1758).
- Rudolphius: Karl Asmund Rudolphi (1771–1832), urodzony w Szwecji niemiecki botanik i przyrodnik[43]. Gatunek typowy: Balaenoptera laticeps J.E. Gray, 1846 (= Balaenoptera borealis Lesson, 1828).
- Swinhoia: Robert Swinhoe (1836–1877), brytyjski przyrodnik[44]. Gatunek typowy (oznaczenie monotypowe): Balaenoptera swinhoii J.E. Gray, 1866 (= Balaena physalus Linnaeus, 1758).
- Fabricia: Otto Fabricius (1744–1822), duński zoolog[45]. Gatunek typowy (oznaczenie monotypowe): Balaena rostrata Fabricius, 1780 (= Balaenoptera acuto-rostrata Lacépède, 1804).
- Flowerius: William Henry Flower (1831–1899), angielski zoolog[46]. Gatunek typowy (oznaczenie monotypowe): Sibbaldus borealis J.E. Gray, 1864[j] (= Balaena musculus Linnaeus, 1758).
- Agaphelus: gr. αγαν agan ‘bardzo’;  αφελης aphelēs ‘gładki’, od przedrostka negatywnego α- a-; φελλευς phelleus ‘kamienista ziemia’[47]. Gatunek typowy: Cope wymienił dwa gatunki – Agaphelus glaucus Cope, 1868 (= Balænoptera robusta Lilljeborg, 1861) i Agaphelus gibbosus Cope, 1868 (= Balaenoptera acuto-rostrata Lacépède, 1804) – nie wskazując gatunku typowego; gatunek typowy (późniejsze oznaczenie) Agaphelus gibbosus Cope, 1868 (= Balaenoptera acuto-rostrata de Lacépède, 1804).
- Dactylaena: gr. δακτυλος daktulos ‘palec’; rodzaj Balaena Linnaeus, 1758 (wal)[48]. Gatunek typowy (oznaczenie monotypowe): Balaenoptera huttoni J.E. Gray, 1874 (= Balaenoptera bonaërensis Burmeister, 1867).
- Stenobalaena: gr. στηνος stēnos ‘wąski, cienki’; rodzaj Balaena Linnaeus, 1758 (wal)[49]. Gatunek typowy (oznaczenie monotypowe): Stenobalaena xanthogaster J.E. Gray, 1874 (= Balaena physalus Linnaeus, 1758).
- Eubalaenoptera: gr. ευ eu ‘dobry, typowy’; rodzaj Balaenoptera Lacépède, 1804 (płetwal)[50]. Gatunek typowy: Acloque wymienił cztery gatunki – Balaena rostrata Fabricius, 1780 (= Balaenoptera acuto-rostrata Lacépède, 1804), Balaena musculus Linnaeus, 1758, Physalus (Rorqualus) Sibbaldii J.E. Gray, 1847 (Balaena musculus Linnaeus, 1758) i Balaena borealis G. Fischer, 1829 (Balaena musculus Linnaeus, 1758) – nie wskazując gatunku typowego; gatunek typowy (późniejsze oznaczenie) Physalus (Rorqualus) sibbaldii J.E. Gray, 1847 (= Balaena musculus Linnaeus, 1758).

### Podział systematyczny
Rodzaj Balaenoptera jest najwyraźniej parafiletyczny w odniesieniu do Megaptera i Eschrichtius, co sugeruje, że albo Balaenoptera należy podzielić na wiele rodzajów, albo że Megaptera i Eschrichtius powinny być umieszczone w obrębie Balaenoptera. Do rodzaju należą następujące występujące współcześnie gatunki:
| Grafika | Gatunek                    | Autor i rok opisu                              | Nazwa zwyczajowa     | Podgatunki         | Rozmieszczenie geograficzne | Podstawowe wymiary                    | Status IUCN |
| ------- | -------------------------- | ---------------------------------------------- | -------------------- | ------------------ | --- | ------------------------------------- | ----------- |
|         | Balaenoptera physalus      | (Linnaeus, 1758)                               | płetwal zwyczajny    | 4 podgatunki       | Ocean Atlantycki (od północy do około 80° szerokości geograficznej północnej w Morzu Barentsa), Ocean Arktyczny, Spokojny i Południowy (od południa do około 80° szerokości geograficznej południowej), Morze Śródziemne; rzadki w strefie tropikalnej | DC: 2200–2700 cm MC: 60000–90000 kg   | VU          |
|         | Balaenoptera musculus      | (Linnaeus, 1758)                               | płetwal błękitny     | 4 podgatunki       | na całym świecie we wszystkich oceanach, ale nie występuje w niektórych morzach, takich jak Morze Śródziemne, Morze Ochockie i Morze Beringa | DC: 3170–3260 cm MC: 113000–150000 kg | EN          |
|         | Balaenoptera borealis      | Lesson, 1828                                   | płetwal czerniakowy  | 2 podgatunki       | kosmopolityczny w północnym Oceanie Atlantyckim, północnym Oceanie Spokojnym i na półkuli południowej; niepotwierdzony w północnym Oceanie Indyjskim                                                                                                   | DC: 1700–2000 cm MC: 22000–38000 kg   | EN          |
|         | Balaenoptera brydei        | (Ø. Olsen, 1913)                               | płetwal Bryde’a      | gatunek monotypowy | genetycznie potwierdzone zapisy z Oceanu Atlantyckiego, Spokojnego i Indyjskiego; na ogół związany z głębokimi i pelagicznymi wodami | DC: 1040–1550 cm MC: 15000–16600 kg   | NE          |
|         | Balaenoptera edeni         | J. Anderson, 1879                              | płetwal tropikalny   | gatunek monotypowy | genetycznie potwierdzone zapisy z wód przybrzeżnych Omanu na wschód, przez północny Ocean Indyjski do Indonezji oraz południowego i wschodnich mórz Chińskiej Republiki Ludowej                                                                        | DC: 1050–1150 cm MC: brak danych      | LC          |
|         | Balaenoptera ricei         | Rosel, Wilcox, T.K. Yamada & K.D. Mullin, 2021 |                      | gatunek monotypowy | ograniczony wzdłuż przerwy w szelfie kontynentalnym w pobliżu De Soto Canyon w północno-wschodniej Zatoce Meksykańskiej | DC: 1126–1150 cm MC: brak danych      | CR          |
|         | Balaenoptera omurai        | Wada, Oishi & T.K. Yamada, 2003                | płetwal skryty       | gatunek monotypowy | wody tropikalne i subtropikalne w regionie Indo-Pacyfiku (36° szerokości geograficznej północnej do 38° szerokości geograficznej południowej), zapisy na zachód do środkowego Oceanu Atlantyckiego sugerują szerszy zasięg                             | DC: 1000–1200 cm MC: brak danych      | DD          |
|         | Balaenoptera acutorostrata | de Lacépède, 1804                              | płetwal karłowaty    | 2 podgatunki       | kosmopolityczny w północnym Oceanie Atlantyckim, północnym Oceanie Spokojnym i na całej półkuli południowej, od prawie 70° szerokości geograficznej południowej do 80° szerokości geograficznej północnej; prawdopodobnie północny Ocean Indyjski      | DC: 650–880 cm MC: 2000–2700 kg       | LC          |
|         | Balaenoptera bonaerensis   | Burmeister, 1867                               | płetwal antarktyczny | gatunek monotypowy | półkula południowa, od tropików (7° szerokości geograficznej południowej) do lodu pakowego (65° szerokości geograficznej południowej) wokół Antarktydy; odnotowano u wybrzeży Surinamu (4° szerokości geograficznej północnej) na półkuli północnej    | DC: 840–1020 cm MC: 6800–11000 kg     | NT          |

Kategorie IUCN:  LC  – gatunek najmniejszej troski,  NT  – gatunek bliski zagrożenia,  VU  – gatunek narażony,  EN  – gatunek zagrożony,  CR  – gatunek krytycznie zagrożony,  DD  – gatunki o nieokreślonym stopniu zagrożenia;  NE  – gatunki niepoddane jeszcze ocenie.
Opisano również gatunki wymarłe:
- Balaenoptera cephala (Cope, 1867)[55] (fanerozoik)
- Balaenoptera cortesii (J.B. Fischer, 1829)[56] (pliocen)
- Balaenoptera davidsonii (Cope, 1872)[57] (pliocen)
- Balaenoptera portisi Sacco, 1890[58]
- Balaenoptera ryani Hanna & McLellan, 1924[59] (fanerozoik)
- Balaenoptera siberi Pilleri, 1989[60] (miocen/pliocen)
- Balaenoptera sursiplana Cope, 1895[61] (fanerozoik)